# Airais
Entités précédentes :
- Gaule aquitaine
- Novempopulanie
- Duché de Vasconie

Entités suivantes :
- Départements du Gers et des Landes
- Régions Nouvelle-Aquitaine et Occitanie

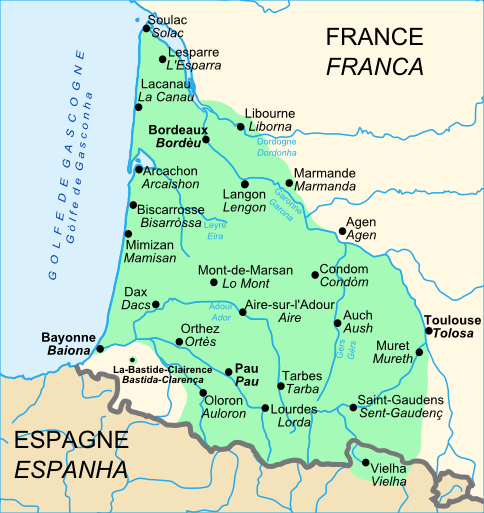
Aire d'influence actuelle du gascon.

L'Airais est un ancien « pays » de Gascogne correspondant à l'aire d'influence d'Aire-sur-l'Adour.

## Historique
L'étymologie de l'Airais est la même que celle de la ville d'Aire (du latin Atura : Adour). Son territoire est celui de l'ancien diocèse d'Aire, avant sa fusion avec celui de Dax. Il inclut une grande partie de l'est de l'actuel département français des Landes et se prolonge en pointe vers l'est dans l'actuel département du Gers.